# 陳彥銘 (製作人)
陳彥銘（1978年4月13日—），綽號“B2”，身兼台灣綜藝節目製作人、導演、配音員、服裝設計師，曾擔任中天綜合台節目《康熙來了》製作人，2013年自組公司米兔哥娛樂（B2 Studio），2020年創立泰坦星文創製作電視節目。
陳彥銘於2001年從淡江大學大眾傳播學系畢業後便於金星娛樂工作，曾擔任製作助理等，曾參與多個電視節目的製作，也擔任《2100全民亂講》執行製作及內容編導，撰寫每日直播模仿角色的對話內容，創造出許多經典角色及台詞。
2005年，27歲晉升為製作人，首檔節目《模范棒棒堂》一開播便創下該台播出最高紀錄，並培養出棒棒堂男孩及眾多底迪進入演藝圈。
2009年由蔡康永推薦加入《康熙來了》擔任製作人，並將節目轉型後再創連續五年收視冠軍，為該節目擔任最久的製作人。
2012年至2020年間，亦常與兩岸網路平台合作拍攝網路劇或影集，並擔任導演及編劇的角色，並曾獲得網絡劇最佳導演獎，2018年與海潤影視簽約合作拍攝電視劇。
陳彥銘為少數熟知兩岸內容製作並與長期韓國電視台合作的製作人，2015年與愛奇藝 優酷等平台合作製作節目內容，並於2018年合體《康熙》於優酷製作節目《花花萬物》並維持三年平台高點擊量。
2021年除了籌備《小姐不熙娣》節目外，亦與韓國CJ公司簽署合作，並引進羅暎錫版權節目《尹食堂》更改為華語製作權利，並集資台灣最高製作金額，花兩年培訓知名演員藝人廚藝技術、並尋找適國外合場地進行節目錄製，節目將於2024年10月5日播出。

## 作品列表

### 網路劇
- 2011年：萌的或然率(編劇、導演)
- 2012年：PM10-AM03（導演）[2]
- 2012年：PMAM（導演）
- 2015年：PMAM之欲望俱樂部（導演）
- 2017年：班长“殿下”（導演）

### 微電影
- 2012年：一百分的吻（導演）[1][3][4]

### 電視或網路節目
- 2001：週末三寶FUN（執行）
- 2004-2005年：2100全民亂講
- 2005-2006年：國光幫幫忙
- 2005-2009年：我愛黑澀會（旁白）
- 2006-2009年：模范棒棒堂（製作人+旁白）
- 2008年：Lollipop哪裡怕（製作人+旁白）
- 2008年：大小愛吃（製作人+旁白）
- 2009年：Welcome 外星人（製作人+旁白）
- 2009-2014年：康熙來了（製作人+旁白）
- 2010-2011年：我猜我猜我猜猜猜（製作人+旁白）
- 2014-2016年：康熙來了（旁白）
- 2015年：列王大挑戰（製作人）
- 2016年：小明星大跟班（旁白）
- 2016年：網路熱容佼（製作人）
- 2017年：女人234（製作人）
- 2018年-2020年：真相吧！花花萬物（製作人）
- 2020年：跑車大明星（製作人）
- 2020-2021年：陶口秀（製作人）
- 2021年：熙娣想聊（製作人）
- 2022年至今：小姐不熙娣（製作人）
- 2023年：全明星辯論會（製作人）

### MV導演
- 2013：陳翰文《好久不見》
- 2013：C.N.C《態度》
- 2014：歐漢聲《指尖上的溫度》
- 2014：歐漢聲《愛從分手開始》

### 音樂錄影帶
- 1999 李心潔《慢跑鞋》
- 1999 e-Lin 琳《如果能愛別人》

## 獎項
- 2014年：微電影金瞳獎最佳導演獎 《PMAM》

## 外部連結
- B2 陳彥銘的Facebook專頁 （繁體中文）
- 製作人B2的新浪微博 （繁體中文）